# Spaç
Spaç – wieś w Albanii, leżąca w północno-wschodniej części okręgu Mirdita. 

## Historia
Pierwsze wzmianki o wsi pochodzą z 1529. W latach 80. XX w. zamieszkiwało ją 317 osób. Wokół leżącej w pobliżu kopalni pirytu utworzono w 1968 więzienie i obóz pracy, w którym przetrzymywano razem więźniów kryminalnych i politycznych (byli wśród nich m.in.: Fatos Lubonja, Maks Velo i Visar Zhiti). Rocznie w obozie przebywało od 1000 do 4000 więźniów. Więźniowie mieszkali w trzech nieogrzewanych barakach, mimo srogich zim, charakterystycznych dla północnej Albanii. Wokół obozu rozmieszczono 30 posterunków, obsadzonych przez cztery plutony wojska.
Trudne warunki życia doprowadziły w maju 1973 do buntu więźniów, największego w komunistycznej Albanii. Więźniom udało się zdobyć broń i po walce ze strażnikami opanować teren obozu. Nad obozem zawisła flaga Albanii, pozbawiona gwiazdy. 23 maja jednostka podległa resortowi spraw wewnętrznych, wsparta czołgami opanowała obóz. Operacją tłumienia buntu kierował ówczesny wiceminister spraw wewnętrznych - Feçor Shehu. Czterech więźniów, uznanych za przywódców buntu (Zef Pali, Dervish Bejko, Skënder Daja, Hajri Pasha) sąd wojskowy skazał na karę śmierci i zostali straceni przez rozstrzelanie. Do buntu przeciwko złym warunkom pracy doszło także w maju 1985, po śmierci Envera Hodży. Bunt został stłumiony, a trzech więźniów skazano na karę śmierci. Obóz został zamknięty w czerwcu 1990, tuż przed pierwszą wizytą w Tiranie sekretarza generalnego ONZ, Javiera Peréza de Cuéllara.
Więzienia zniszczono. Byłem ostatnio w Spaçu. Była tam kopalnia i więzienie, jedyne w swoim rodzaju w Europie, w którym więźniowie po zakończeniu wojny pracowali w kopalni. Nie było żadnych planów, aby to miejsce jakoś upamiętnić, choćby dla młodych. Kiedy byłem tam ostatni raz, spotkałem inżyniera, w towarzystwie kilku Turków, którzy chcieli ponownie uruchomić kopalnię. Ludzie chcą pieniędzy, a nie historii.
W 2007 więzienie w Spaçu uzyskało status zabytku, chronionego przez państwo albańskie. W 2011 ministerstwo gospodarki wydało zgodę na ponowne podjęcie wydobycia rud w Spaç przez firmę "Tete Albania & Mining".

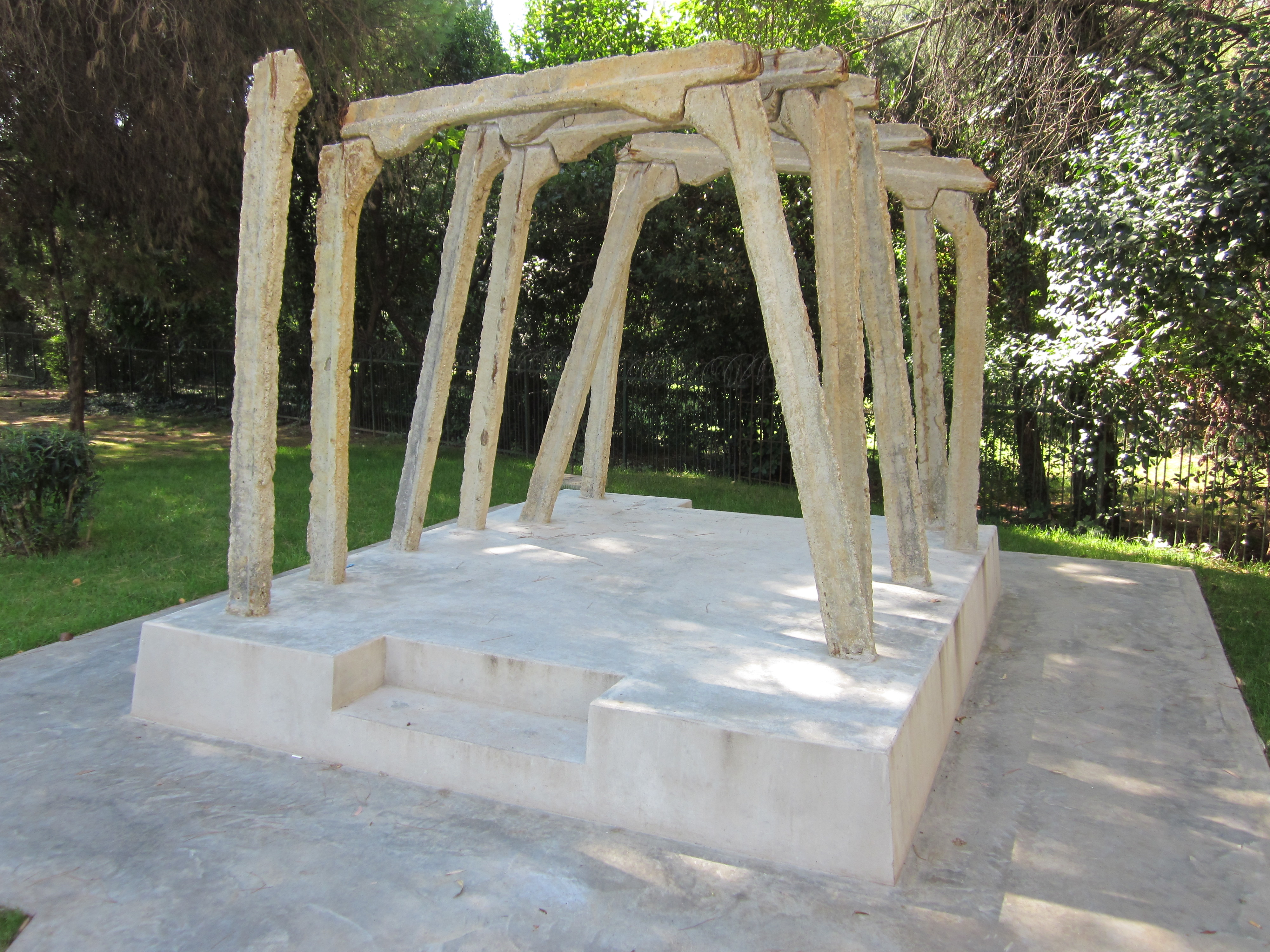
Betonowe wsporniki z więzienia w Spaçu wyeksponowane na wystawie Postbllok w Tiranie